# 5931 Zhvanetskij

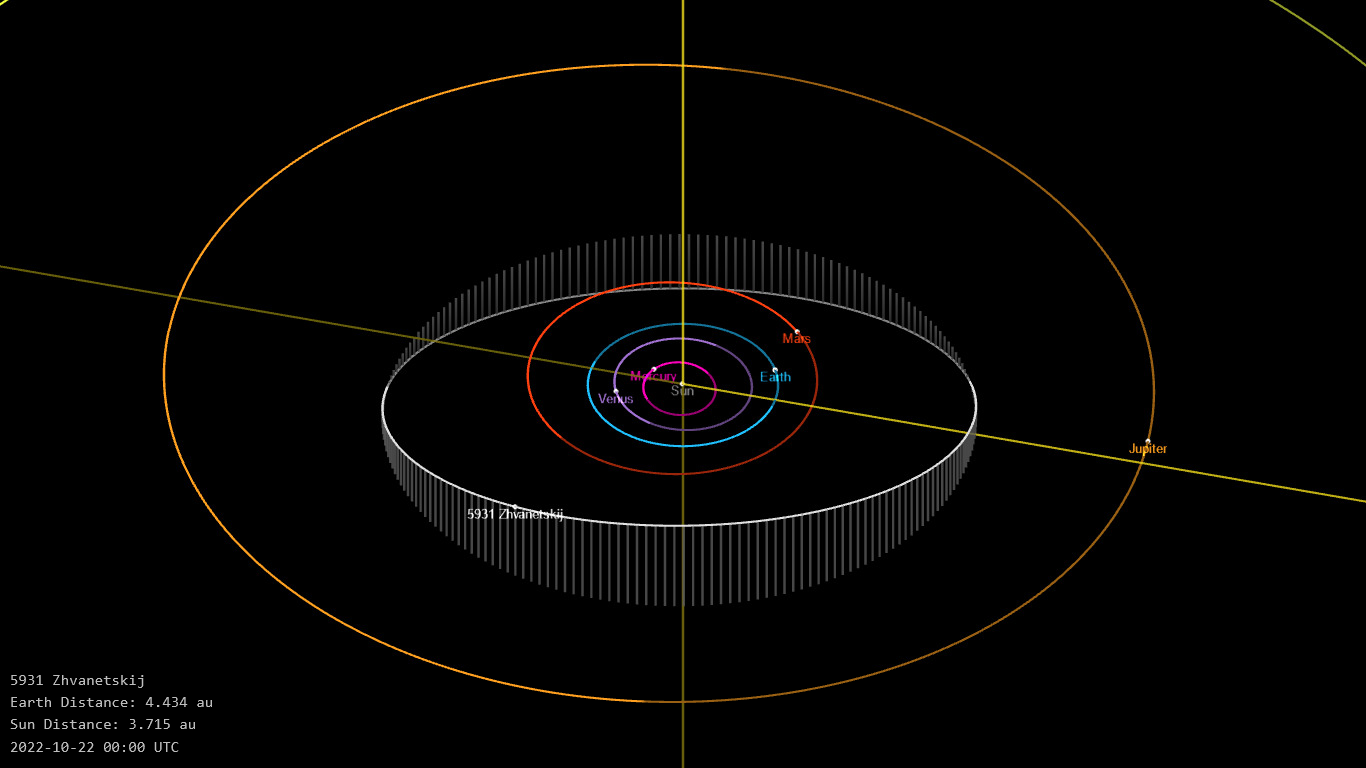
Orbita di 5931 Zhvanetskij (in bianco)

5931 Zhvanetskij è un asteroide della fascia principale. Scoperto nel 1976, presenta un'orbita caratterizzata da un semiasse maggiore pari a 3,1833348 UA e da un'eccentricità di 0,1914943, inclinata di 16,88592° rispetto all'eclittica.